# The Jolly Boys
The Jolly Boys – zespół grający styl mento (wczesna odmiana ska), pochodzący z Port Antonio na Jamajce. Zespół powstał w roku 1955 i największe sukcesy komercyjne osiągał w końcu lat 80.i na początku 90. XX wieku, szczególnie wśród miłośników stylu reggae i world music. Jest to najdłużej działająca grupa grająca styl mento na Jamajce.

## Historia
W końcu lat 40. lub na początku lat 50. XX wieku powstała grupa Navy Island Swamp Boys, której członkami byli Moses Deans grający na banjo i gitarze, Noel Lynch (gitara) i „Papa” Brown (rumba box). Po rozpadzie zespołu w roku 1955 dwóch jego członków Deans i Brown założyło The Jolly Boys, do których dołączyli Derrick “Johnny” Henry grający na marakasach i bębnach, Martell Brown na gitarze i David „Sonny” Martin na gitarze. W latach 60. do zespołu dołączył na stałe perkusista Allan Swymmer.
W latach 60. popularność zespołu zarówno na Jamajce jak i zagranicą stale rosła - w 1966 zespół wyjechał do New Hampshire. W 1969 Allan Swymmer przeprowadził się z Port Antonio do Saint Ann’s Bay i założył konkurencyjny zespół z lokalnymi muzykami o nazwie Jolly Boys. Grupa wydała dwie płyty Roots of Reggae: Music From Jamaica (1977) i Jolly Boys at Club Caribbean (1979).
W końcu lat 70. kilku z członków zespołu zmarło i zespół zawiesił działalność. W latach 80. Swymmer ponownie przeniósł się do Port Antonio i wraz z Deansem reaktywował zespół z Josephem „Powda” Bennettem grającym na rumba box. W 1989 zespół zauważył kompozytor i producent Jules Shear, dzięki któremu powstały cztery płyty, a zespół odbył kilka światowych tournée. Dzięki temu The Jolly Boys stał się najbardziej rozpoznawalną grupą grającą styl mento.
Po śmierci Mosesa Deansa w 1998 zespół grywa lokalnie w Port Antonio. Po roku 2000 znów doszło do rozpadu na dwa zespoły - pierwszy Swymmera i drugi Benetta. Zespoły te były zatrudniane przez GeeJam - lokalne studio nagraniowe, do zabawiania artystów nagrywających w studiu. W studiu tym nagrywali m.in. No Doubt, the Gorillaz, Drake czy Amy Winehouse. W 2008 producenci z GeeJam ponownie namówili do współpracy muzyków z The Jolly Boys. W efekcie powstał, wydany w roku 2010, album Great Expectation zawierający covery znanych rockowych utworów zaaranżowane w stylu mento.

## Dyskografia
Ważniejsze płyty:
- 1977  Roots of Reggae: Music From Jamaica (Lyrichord)
- 1979  Jolly Boys at Club Caribbean (Club Caribbean)
- 1989  Pop 'n' Mento (Rykodisc)
- 1991  Sunshine N' Water (Rykodisc)
- 1991  Beer Joint & Tailoring (First Warning Records)
- 1997  Live in Tokyo (Respect Records)
- 2010  Great Expectation (Forthcoming)